# Nebula-díjas novellák
A Nebula-díjas és a díjra jelölt novellák listája.
| Év   | Győztes | Jelölések |
| ---- | --- | --- |
| 2012 | Close Encounters, írta: Andy Duncan | - The Pyre of New Day, írta: Catherine Asaro - The Waves, írta: Ken Liu - The Finite Canvas, írta: Brit Mandelo - Swift, Brutal Retaliation, írta: Meghan McCarron - Portrait of Lisane da Patagnia, írta: Rachel Swirsky - Fade to White, írta: Catherynne M. Valente |
| 2011 | What We Found írta: Geoff Ryman | - Fields of Gold írta: Rachel Swirsky - Ray of Light írta: Brad R. Torgersen - Sauerkraut Station írta: Ferrett Steinmetz - Six Months, Three Days írta: Charlie Jane Anders - The Migratory Pattern of Dancers írta: Katherine Sparrow - The Old Equations írta: Jake Kerr |
| 2010 | That Leviathan, Whom Thou Hast Made írta: Eric James Stone | - Map of Seventeen írta: Christopher Barzak - The Jaguar House, in Shadow írta: Aliette de Bodard - The Fortuitous Meeting of Gerard van Oost and Oludara írta: Christopher Kastensmidt - Plus or Minus írta: James Patrick Kelly - Pishaach írta: Shweta Narayan - Stone Wall Truth írta: Caroline M. Yoachim |
| 2009 | Sinner, Baker, Fabulist, Priest; Red Mask, Black Mask, Gentleman, Beast (Lator, Regélő, Pék, Szentatya; Skarlát maszk, Ében maszk, Úr, Bestia) írta: Eugie Foster | - The Gambler írta: Paolo Bacigalupi - Vinegar Peace, or the Wrong-Way Used-Adult Orphanage írta: Michael Bishop - I Needs Must Part, The Policeman Said írta: Richard Bowes - Divining Light írta: Ted Kosmatka - A Memory of Wind írta: Rachel Swirsky |
| 2008 | Pride and Prometheus írta: John Kessel | - If Angels Fight írta: Richard Bowes - The Ray-Gun: A Love Story írta: James Alan Gardner - Dark Rooms írta: Lisa Goldstein - Night Wind by írta: Mary Rosenblum - Baby Doll írta: Johanna Sinisalo - Kaleidoscope írta: K. D. Wentworth |
| 2007 | The Merchant and the Alchemist's Gate (A kereskedő és a bölcsek kapuja) írta: Ted Chiang                                                                          | - The Children's Crusade írta: Robin Wayne Bailey - Child, Maiden, Woman, Crone írta: Terry Bramlett - The Evolution of Trickster Stories Among the Dogs Of North Park After the Change írta: Kij Johnson - Safeguard írta: Nancy Kress - The Fiddler of Bayou Teche írta: Delia Sherman |
| 2006 | Two Hearts (Két szív) írta: Peter S. Beagle | - The Language of Moths írta: Christopher Barzak - Walpurgis Afternoon írta: Delia Sherman - Journey into the Kingdom írta: M. Rickert - Little Faces (Arcocskák) írta: Vonda N. McIntyre |
| 2005 | The Faery Handbag írta: Kelly Link | - Flat Diane írta: Daniel Abraham - Men Are Trouble írta: James Patrick Kelly - Nirvana High írta: Eileen Gunn and Leslie What - The People of Sand and Slag írta: Paolo Bacigalupi |
| 2004 | Basement Magic írta: Ellen Klages | - Zora and the Zombie írta: Andy Duncan - The Voluntary State írta: Christopher Rowe - Dry Bones írta: William Sanders - The Gladiator's War: A Dialogue írta: Lois Tilton |
| 2003 | The Empire of Ice Cream írta: Jeffrey Ford | - The Mask of the Rex írta: Richard Bowes - Of a Sweet Slow Dance in the Wake of Temporary Dogs írta: Adam-Troy Castro - 0wnz0red írta: Cory Doctorow - The Wages of Syntax írta: Ray Vukcevich |
| 2002 | Hell is the Absence of God írta: Ted Chiang | - The Pagodas of Ciboure írta: M. Shayne Bell - The Ferryman's Wife írta: Richard Bowes - Madonna of the Maquiladora írta: Gregory Frost - The Days Between írta: Allen Steele - Lobsters írta: Charles Stross |
| 2001 | Louise's Ghost írta: Kelly Link | - To Kiss the Star írta: Amy Sterling Casil - The Pottawatomie Giant írta: Andy Duncan - Undone írta: James Patrick Kelly - Auspicious Eggs írta: James Morrow - Dance of the Yellow-Breasted Luddites írta: William Shunn |
| 2000 | Daddy's World írta: Walter Jon Williams | - Stellar Harvest írta: Eleanor Arnason - A Knight of Ghosts and Shadows írta: Gardner Dozois - Jack Daw's Pack írta: Greer Ilene Gilman - A Day's Work on the Moon írta: Mike Moscoe - How the Highland People Came to Be írta: Bruce Holland Rogers - Generation Gap írta: Stanley Schmidt |
| 1999 | Mars Is No Place for Children írta: Mary A. Turzillo | - The Island in the Lake írta: Phyllis Eisenstein - How to Make Unicorn Pie írta: Esther M. Friesner - Five Days in April írta: Brian A. Hopkins - Good Intentions írta: Stanley Schmidt és Jack McDevitt - Taklamakan írta: Bruce Sterling |
| 1998 | Lost Girls írta: Jane Yolen | - The Truest Chill írta: Gregory Feeley - Time Gypsy írta: Ellen Klages - The Mercy Gate írta: Mark J. McGarry - Echea írta: Kristine Kathryn Rusch - Lethe (Léthé) írta: Walter Jon Williams |
| 1997 | The Flowers of Aulit Prison írta: Nancy Kress | - The Dog's Story írta: Eleanor Arnason - Three Hearings on the Existence of Snakes in the Human Bloodstream írta: James Alan Gardner - We Will Drink a Fish Together… írta: Bill Johnson - The Miracle of Ivar Avenue írta: John Kessel - The Copyright Notice Case írta: Paul Levinson - The Undiscovered írta: William Sanders |
| 1996 | Lifeboat on a Burning Sea írta: Bruce Holland Rogers | - Erase/Record/Play írta: John M. Ford - Mirror of Lop Nor írta: George Guthridge - The Chronology Protection Case írta: Paul Levinson - Must and Shall írta: Harry Turtledove - The Perseids írta: Robert Charles Wilson - After a Lean Winter írta: Dave Wolverton |
| 1995 | Solitude írta: Ursula K. Le Guin | - The Resurrection Man's Legacy írta: Dale Bailey - Tea and Hamsters írta: Michael G. Coney - Jesus at the Bat írta: Esther M. Friesner - Home for Christmas írta: Nina Kiriki Hoffman - Think Like a Dinosaur (Dinoszaurusz-logika) írta: James Patrick Kelly - When the Old Gods Die írta: Mike Resnick |
| 1994 | The Martian Child írta: David Gerrold | - Necronauts írta: Terry Bisson - The Skeleton Key írta: Nina Kiriki Hoffman - The Singular Habits of Wasps írta: Geoffrey A. Landis - The Matter of Seggri írta: Ursula K. Le Guin - Nekropolis írta: Maureen F. McHugh |
| 1993 | Georgia on My Mind írta: Charles Sheffield | - England Underway írta: Terry Bisson - The Nutcracker Coup írta: Janet Kagan - The Franchise írta: John Kessel - Things Not Seen írta: Martha Soukup - Death on the Nile írta: Connie Willis |
| 1992 | Danny Goes to Mars írta: Pamela Sargent | - Matter's End írta: Gregory Benford - The July Ward írta: S. N. Dyer - The Honeycrafters írta: Carolyn Ives Gilman - Suppose They Gave a Peace… írta: Susan Shwartz - Prayers on the Wind írta: Walter Jon Williams |
| 1991 | Guide Dog írta: Michael Conner | - Gate of Faces írta: Ray Aldridge - Black Glass írta: Karen Joy Fowler - The All-Consuming írta: Lucius Shepard és Robert Frazier - Standing In Line with Mister Jimmy írta: James Patrick Kelly - The Happy Man írta: Jonathan Lethem - Getting Real írta: Susan Shwartz |
| 1990 | Tower of Babylon (Bábel tornya) írta: Ted Chiang | - The Coon Rolled Down and Ruptured His Larinks, A Squeezed Novel by Mr. Skunk írta: Dafydd ab Hugh - The Shobies' Story írta: Ursula K. Le Guin - 1/72nd Scale írta: Ian R. MacLeod - The Manamouki írta: Mike Resnick - A Time for Every Purpose írta: Kristine Kathryn Rusch - Loose Cannon írta: Susan Shwartz - Over the Long Haul írta: Martha Soukup |
| 1989 | At the Rialto írta: Connie Willis | - Sisters (Nővérek) írta: Greg Bear - Silver Lady and the Fortyish Man írta: Megan Lindholm - For I Have Touched the Sky írta: Mike Resnick - Fast Cars írta: Kristine Kathryn Rusch - Enter a Soldier. Later: Enter Another (Végy egy katonát…) írta: Robert Silverberg |
| 1988 | Schrödinger's Kitten írta: George Alec Effinger | - Ginny Sweethips' Flying Circus írta: Neal Barrett, Jr. - Peaches for Mad Molly írta: Steven Gould - Unfinished Portrait of the King of Pain by Van Gogh írta: Ian McDonald - The Hob írta: Judith Moffett - Kirinyaga írta: Mike Resnick - Do Ya, Do Ya, Wanna Dance? írta: Howard Waldrop |
| 1987 | Rachel in Love (A szerelmes Rachel) írta: Pat Murphy | - The Evening and the Morning and the Night írta: Octavia E. Butler - Buffalo Gals, Won't You Come Out Tonight (Ti buffaló lyányok, jertek ki ma éjjel) írta: Ursula K. Le Guin - Dream Baby írta: Bruce McAllister - Flowers of Edo írta: Bruce Sterling - Schwarzschild Radius írta: Connie Willis |
| 1986 | The Girl Who Fell into the Sky írta: Kate Wilhelm | - Hatrack River írta: Orson Scott Card - Listening to Brahms írta: Suzy McKee Charnas - The Winter Market (Álomkirályok) írta: William Gibson - Surviving írta: Judith Moffett - Aymara írta: Lucius Shepard - Permafrost (Örök jég) írta: Roger Zelazny |
| 1985 | Portraits of His Children írta: George R. R. Martin | - A Gift from the GrayLanders írta: Michael Bishop - The Fringe írta: Orson Scott Card - Paladin of the Lost Hour (Az elveszett óra őrzője) írta: Harlan Ellison - Dogfight (Párharc) írta: Michael Swanwick és William Gibson - The Jaguar Hunter (A jaguárvadász) írta: Lucius Shepard - Rockabye Baby írta: S. C. Sykes |
| 1984 | Bloodchild írta: Octavia E. Butler | - Bad Medicine írta: Jack Dann - Saint Theresa of the Aliens írta: James Patrick Kelly - The Lucky Strike írta: Kim Stanley Robinson - The Man Who Painted the Dragon Griaule írta: Lucius Shepard - Trojan Horse írta: Michael Swanwick |
| 1983 | Blood Music (Vérzene) írta: Greg Bear | - Blind Shemmy írta: Jack Dann - The Monkey Treatment írta: George R. R. Martin - Black Air (Fekete levegő)' írta: Kim Stanley Robinson - Cicada Queen írta: Bruce Sterling - Slow Birds írta: Ian Watson - The Sidon in the Mirror írta: Connie Willis |
| 1982 | Fire Watch írta: Connie Willis | - Myths of the Near Future (A holnap regéi) írta: J. G. Ballard - Understanding Human Behavior írta: Thomas M. Disch - Burning Chrome (Izzó króm) írta: William Gibson - The Mystery of the Young Gentleman írta: Joanna Russ - Swarm (A Raj) írta: Bruce Sterling |
| 1981 | The Quickening írta: Michael Bishop | - Sea Changeling írta: Mildred Downey Broxon - The Thermals of August írta: Edward Bryant - The Fire When It Comes írta: Parke Godwin - Mummer Kiss írta: Michael Swanwick - Lirios: A Tale of the Quintana Roo írta: James Tiptree, Jr. |
| 1980 | The Ugly Chickens írta: Howard Waldrop | - Strata írta: Edward Bryant - The Way Station (A pihenőállomás; A Setét Torony I. – A harcos második fejezete) írta: Stephen King - The Feast of Saint Janis írta: Michael Swanwick - Ginungagap írta: Michael Swanwick - Beatnik Bayou írta: John Varley |
| 1979 | Sandkings (Homokkirályok) írta: George R. R. Martin | - The Ways of Love (A szeretet formái) írta: Poul Anderson - Camps írta: Jack Dann - The Pathways of Desire írta: Ursula K. Le Guin - The Angel of Death írta: Michael Shea - Options írta: John Varley |
| 1978 | A Glow of Candles, a Unicorn's Eye írta: Charles L. Grant | - Mikal's Songbird írta: Orson Scott Card - Devil You Don't Know írta: Dean Ing |
| 1977 | The Screwfly Solution írta: Racoona Sheldon néven Alice Sheldon                                                                                                   | - Particle Theory írta: Edward Bryant - A Rite of Spring írta: Fritz Leiber - The Stone City írta: George R. R. Martin - The Ninth Symphony of Ludwig van Beethoven and Other Lost Songs írta: Carter Scholz |
| 1976 | The Bicentennial Man (A két évszázados ember) írta: Isaac Asimov                                                                                                  | - His Hour Upon the Stage írta: Grant Carrington - Custer's Last Jump írta: Steven Utley és Howard Waldrop - In the Bowl (A medencében) írta: John Varley |
| 1975 | San Diego Lightfoot Sue írta: Tom Reamy | - The Warlord of Saturn's Moons (A Szaturnusz holdjának hadura) írta: Eleanor Arnason - Blooded on Arachne írta: Michael Bishop - The Custodians (Ki őrzi az őrzőket?) írta: Richard Cowper - The Dybbuk Dolls írta: Jack Dann - Polly Charms, the Sleeping Woman írta: Avram Davidson - The Final Fighting of Fion Mac Cumhail írta: Randall Garrett - The New Atlantis írta: Ursula K. Le Guin - A Galaxy Called Rome (A Róma nevű Galaktika) írta: Barry N. Malzberg - The Bleeding Man írta: Craig Strete - Retrograde Summer írta: John Varley |
| 1974 | If the Stars Are Gods írta: Gordon Eklund és Gregory Benford | - The Rest Is Silence írta: Charles L. Grant - Twilla írta: Tom Reamy |
| 1973 | Of Mist, and Grass, and Sand (Köd, Fű és Homok) írta: Vonda N. McIntyre                                                                                           | - The Deathbird írta: Harlan Ellison - Case and the Dreamer írta: Theodore Sturgeon - The Girl Who Was Plugged In írta: James Tiptree, Jr. |
| 1972 | Goat Song írta: Poul Anderson | - The Animal Fair írta: Alfred Bester - A Kingdom by the Sea írta: Gardner Dozois - Basilisk írta: Harlan Ellison - In the Deadlands írta: David Gerrold - Patron of the Arts (A müpártoló) írta: William Rotsler - The Funeral írta: Kate Wilhelm |
| 1971 | The Queen of Air and Darkness (A levegő és a sötétség királynője) írta: Poul Anderson                                                                             | - A Special Kind of Morning írta: Gardner Dozois - Mount Charity írta: Edgar Pangborn - Poor Man, Beggar Man írta: Joanna Russ - The Encounter írta: Kate Wilhelm |
| 1970 | Slow Sculpture írta: Theodore Sturgeon | - The Asian Shore írta: Thomas M. Disch - Dear Aunt Annie írta: Gordon Eklund - The Shaker Revival írta: Gerald Jonas - Continued on Next Rock írta: R. A. Lafferty - The Second Inquisition írta: Joanna Russ |
| 1969 | Time Considered as a Helix of Semi-Precious Stones (Az idő mint féldrágakövek spirálja) írta: Samuel R. Delany                                                    | - Deeper than the Darkness írta: Gregory Benford - Nine Lives (Kilenc élet) írta: Ursula K. Le Guin - The Big Flash írta: Norman Spinrad |
| 1968 | Mother to the World (Világanya) írta: Richard Wilson | - Total Environment írta: Brian W. Aldiss - The Sharing of Flesh írta: Poul Anderson - The Listeners írta: James Gunn - The Guerrilla Trees írta: H. H. Hollis - Once There Was a Giant írta: Keith Laumer - Final War írta: Barry N. Malzberg |
| 1967 | Gonna Roll the Bones (Gurítsd a csontot!) írta: Fritz Leiber | - Pretty Maggie Moneyeyes (Dollárszemű kicsi Maggie) írta: Harlan Ellison - Flatlander (Laposföldi) írta: Larry Niven - The Keys to December (A December Klub) írta: Roger Zelazny - This Mortal Mountain írta: Roger Zelazny |
| 1966 | Call Him Lord írta: Gordon R. Dickson | - Apology to Inky írta: Robert M. Green, Jr. - An Ornament to His Profession írta: Charles L. Harness - The Eskimo Invasion írta: Hayden Howard - This Moment of the Storm írta: Roger Zelazny |
| 1965 | The Doors of His Face, the Lamps of His Mouth (Amikor fejének roppant kapuja kitárul…) írta: Roger Zelazny                                                        | - The Shipwrecked Hotel írta: James Blish és Norman L. Knight - Vanishing Point írta: Jonathan Brand - 102 H-Bombs írta: Thomas M. Disch - Half a Loaf írta: R. C. Fitzpatrick - The Decision Makers írta: Joseph Green - At the Institute írta: Norman Kagan - The Earth Merchants írta: Norman Kagan - Laugh Along with Franz írta: Norman Kagan - The Life of Your Time írta: Michael Karageorge - Four Ghosts In Hamlet írta: Fritz Leiber - Small One írta: E. Clayton McCarty - The Adventure of the Extraterrestrial (A földönkívüli lény esete) írta: Mack Reynolds - Masque of the Red Shift írta: Fred Saberhagen - Goblin Night írta: James H. Schmitz - Planet of Forgetting írta: James H. Schmitz - Maiden Voyage írta: J. W. Schutz - Shall We Have a Little Talk? írta: Robert Sheckley - The Masculinist Revolt írta: William Tenn |